# Fédération française des motards en colère
 (août 2020).
La Fédération française des motards en colère (FFMC) est une association loi de 1901 destinée à fédérer les usagers des véhicules motorisés à deux ou trois roues. Son objectif est de développer la pratique de ce moyen de transport et de défendre ses utilisateurs. Elle agit dans le domaine de la sécurité routière en initiant des actions de communication, de prévention et de formation, ceci pour améliorer la connaissance du danger, la prise de conscience des différents usagers de la route ainsi que l'esprit de responsabilité et d’entraide des motards. Parmi ses moyens d’action, on peut noter l’organisation de journées de prévention, des campagnes d'affichage, la tenue de réunion périodique, l'organisation de manifestations ou de journées pédagogiques.[source secondaire nécessaire]

## Historique

### Origines
Au début des années 1970 la sécurité routière en France devient une préoccupation importante des pouvoirs publics. Jacques Chaban-Delmas crée le 5 juillet 1972, le jour même où il quitte ses fonctions de Premier ministre, le Comité interministériel de la sécurité routière, et nomme Christian Gerondeau délégué à la sécurité routière chargé de ce comité. L’objectif est d’enrayer la courbe ascendante des tués sur la route, passés de 9 000 en 1960 à près de 17 000 en 1972. Parmi ces victimes, les motards ne sont pas épargnés puisque leur nombre augmente régulièrement depuis 1970. Le délégué à la sécurité routière semble se focaliser sur ces statistiques en faisant l’impasse sur l’accroissement du parc de véhicules en circulation[réf. nécessaire].
Dans ce contexte, l’augmentation des primes d’assurance, qui peuvent atteindre 10 ou 12 000 francs — plus de cinq mois de SMIC — est considérable. Les tarifs d'assurance demandés aux motards atteignent le triple, voire le quadruple de ceux réservés aux automobilistes. À la fin des années 1970, ces augmentations n'ont pas entraîné une baisse du nombre de motards. Cependant, le coût de l'assurance amène près d’un motard sur trois à rouler sans assurer son véhicule[réf. nécessaire].
En 1978, Yves Mourousi, un présentateur et rédacteur en chef très populaire du journal de 13 heures sur TF1 et motard lui-même, est nommé « Monsieur moto » par le gouvernement. Rattaché au ministère de la Jeunesse et des Sports, celui-ci a pour mission d’éclairer le dossier des deux-roues motorisés en France. Il sera à cette occasion l'initiateur du projet de construction du circuit Carole. Ce circuit, situé en région parisienne, a pour but d'offrir la possibilité aux motocyclistes amateurs de pouvoir s'exercer aux sports motocyclistes sur route. Son nom est un hommage à une motarde prénommée Carole qui trouva la mort lors d'un rassemblement motard. Il démissionnera cependant de son poste quelques mois plus tard.
Au soir de l’arrivée du Bol d'or de 1978, faisant suite à des faits divers impliquant des motards de retour du circuit Paul-Ricard[réf. nécessaire], Christian Gerondeau, alors délégué à la Sécurité routière, s'exprime sur les ondes. Mal reçus par une partie des utilisateurs de deux-roues motorisés, ses propos donnent lieu à la première manifestation de motards, le vendredi suivant. À cette occasion, des milliers de motards investissent la place de la Bastille, à Paris, et commencent à s’étirer en cortège pour défiler sous les fenêtres des dirigeants politiques. En province, plusieurs moto-clubs s’unissent sous des bannières explicites : « Moto liberté », « SOS Moto survie », ou « Moto vivante ».
Fin 1979, les relations entre tous les mouvements régionaux aboutissent à un projet de coordination nationale.

### Création
Un grand nombre d'utilisateurs de deux-roues motorisés se regroupe alors au sein d'entités, tels les moto-clubs, notamment les moto-clubs pirates. Mais ceux-ci ne disposent pas d'une légitimité suffisante pour parvenir à porter leurs revendications à un niveau national. Face à ce constat, la Fédération française des motards en colère est alors créée en février 1980. L'acte fondateur est signé les 1er, 2 et 3 février 1980 au Havre devant "200 délégués venus de la France entière". 
La mise en place officielle de la vignette fiscale (supprimée en juin 1981 pour les motos et en 2001 pour les voitures) prévue pour les véhicules de plus de 125 cm3 initiée par Giscard d'Estaing et du nouveau permis est l'occasion pour cette fédération naissante de se faire connaître et de se démarquer d'autres mouvements de l'époque comme l'Association des motards indépendants (AMI). Des manifestations sauvages ont lieu plusieurs fois par jour dans Paris du vendredi soir au dimanche soir. La préfecture de Paris crée non officiellement les « brigades Chirac » composées de deux moniteurs de sports de la préfecture de police, le premier conduit la moto, le second frappe à l'aide d'un long bâton de bois. Les manifestations se développent dans toutes les villes de Province. Elle fut finalement instaurée pour les plus de 750 cm3 malgré le souhait de Jacques Chirac de mettre la limite à 500 cm3. À l'occasion des premières assises nationales, organisées au Havre, le porte-parole national, Jean-Marc Maldonado, lance un appel au boycott de cette vignette. L’assemblée décide alors la création d'une anti-vignette, dont les recettes doivent permettre de financer un collectif d’avocats qui défendra les motards verbalisés. Dans les premiers temps, huit motards sur dix[réf. nécessaire] respecteront ce boycott et ne s’acquitteront pas de la vignette. Les verbalisations sont rendues d’autant plus difficiles que la FFMC édite aussi des « motocollants » pour maquiller la cylindrée des motos. Les caches latéraux des 125 cm3 sont siglés 1 000 cm3 et inversement. En quelques semaines, des antennes départementales de la FFMC éclosent partout en France ou des moto-clubs existants rejoignent la FFMC. Les manifestations se succèdent à un rythme effréné et mobilisent à chaque fois des milliers de motards. Ces manifestations sont parfois le théâtre de heurts violents[réf. nécessaire] avec les forces de l’ordre.
Le mouvement est alors en phase d'expansion. Il s’érige d’abord en victime comme le traduisent les slogans déployés sur les banderoles : « Les motards ne meurent pas, on les tue », « Racket interdit », « Vignette : 80 % dans le baba-re » (Raymond Barre était alors Premier ministre) ou encore « Le motard n’est pas une vache à lait ». La vignette moto est retirée en juin 1981 après l'élection de François Mitterrand à la présidence de la République, et Pierre Mayet est nommé délégué interministériel à la sécurité routière. Il est investi d'une mission claire : Inviter la FFMC à la table des négociations lors de la mise en place d’une commission nationale moto devant plancher notamment sur la réforme du permis.
L’idée de créer une mutuelle d’assurance fondée par les motards est lancée.

### Diversification des activités

Logo de Moto Magazine.

Dans la foulée, la FFMC annonce qu’elle travaille à la création de centres de formation à la conduite délivrant des permis à prix coûtant, à la mise en place d’un journal moto indépendant, d’une coopérative d’achat pour les accessoires et les motos, et enfin de bases de loisirs. C’est la matérialisation du concept de solidarité revendiqué par une catégorie de motards.
L’appel à souscription pour la création de la Mutuelle des Motards est lancé début 1981, jusqu’à convaincre près de 40 000 motards de verser 280 FRF. Les fonds nécessaires sont réunis et l’agrément du ministère des Finances est accordé le 15 septembre 1983 à L'Assurance Mutuelle des Motards, officiellement dénommée « Solidarité mutuelle des usagers de la route »,,. C'est depuis la guerre la première compagnie d'assurance créée qui ne soit pas issue d'un groupe financier.
À l’aube de 1985, le constat est amer : les sociétaires sont à 55 % de jeunes conducteurs et le taux d’accidents est trop élevé pour garantir l’équilibre financier de la structure. Des mesures sont prises pour revenir à l'équilibre : rappel de cotisations, augmentation des primes, limitation de l’accès des novices à certaines motos (la Mutuelle des Motards créée par des motards pour les motards a conçu sa tarification sur la typologie des motos et non sur la cylindrée, une révolution pour l'époque, qui conduit à assurer moins cher une 750 BMW ou Guzzi, routière, qu'une 350 RDLC Yamaha, sportive).
La FFMC prépare également une union européenne des motards. Le 25 juin 1988 est organisée la première manifestation européenne à Strasbourg, laquelle donne naissance à la FEM (Fédération européenne des motards, aujourd’hui FEMA).
Créée en 1996, la Commission juridique (CJ) informe, conseille et défend les adhérents de la FFMC pour tout problème juridique lié à la pratique de la moto. La CJ fonctionne grâce à des militants et juristes confirmés et bénévoles qui  apportent leur expertise à la FFMC.[réf. souhaitée]

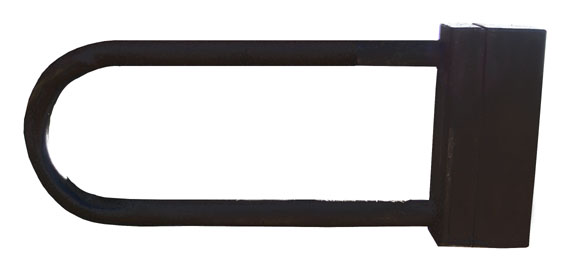
Dispositif antivol en « U ».

La commission Stop vol a pour but de tester et de certifier les antivols moto mécaniques et, plus récemment, électroniques. Le résultat des tests peut être consulté sur le site internet de la FFMC et est également relayé par le mensuel Moto Magazine. Le 5 juin 2000, la FFMC signe une convention avec AFNOR, et le label « FFMC-Stop vol » devient la norme NF238.
La Journée nationale du Partage de la Route, crée en 2019, partenariat FFMC avec les associations « 40 millions d’automobilistes » et « Mon Vélo est une Vie », a pour but de sensibiliser les différentes catégories d’usagers de la route au respect, à la tolérance et au partage de l’espace routier.

## Revendications et propositions
La Fédération française des motards en colère est connue du grand public pour les manifestations qu’elle organise en mobilisant souvent plusieurs dizaines de milliers de motards. Elle est force de propositions sur de nombreux sujets, en matière de formation, pour la prise en compte des motards, ou dans le domaine environnemental. Elle est ainsi devenue, au fil de l’expérience acquise en matière de sécurité routière, un interlocuteur reconnu des pouvoirs publics en participant à de nombreux travaux avec des organismes officiels comme le Conseil national de la sécurité routière (CNSR),, le CERTU (aménagements urbains, devenu le CEREMA en 2014), le CSER (Comité supérieur de l'éducation routière), le CURR (Comité des usagers du réseau routier) ou l'AFNOR (certification d'antivols)[source secondaire nécessaire]

### Revendications et propositions suivies d'effets
- Le retrait de la vignette moto (près de trois fois le prix de la vignette auto) deux ans après son instauration[15].
- La réforme du permis moto, jugée comme orientée anti-gros-cubes jusqu'en 1984[15],[16].
- La création des enquêtes REAGIR[15].
- La diminution de 40 % du tarif des péages autoroutiers appliqués aux motos, les autoroutes étant préférables pour des raisons de sécurité (quatre à sept fois moins accidentogènes)[17],[8],[15].
- La baisse des tarifs d’assurance consécutive à la naissance de l'Assurance Mutuelle des motards[réf. nécessaire].
- La reconnaissance de la place des deux-roues motorisés comme moyen de transport alternatif, avec leur exclusion de la circulation alternée en cas de pollution[réf. nécessaire].
- La mise en place des « M. Moto »[15],[18] dans chaque département au sein des DDE, notamment pour améliorer le réseau routier.
- Le doublement des rails de sécurité pour éviter l'effet guillotine[19].
- La création d’un label de qualité sur les antivols moto avec l’AFNOR pour permettre à chacun de se protéger du vol[8],[15].
- L'obtention d'un amendement[20] limitant l'impact sur les particuliers de la loi relative à la sécurité et au développement des transports de 2005 punissant de deux ans de prison et 30 000 euros le débridage d’une moto par un concessionnaire.
- La mise en place de « Relais motards calmos » lors des grands évènements motocyclistes en septembre 1991[8]. Les bénévoles de la FFMC animent ces relais[21],[22] où les motards font une pause pour se restaurer, se reposer ou faire de petites réparations mécaniques dans le but d'améliorer leur sécurité. La Direction de la sécurité et de la circulation routière et la FFMC ont d'ailleurs signé une charte afin de définir les modalités des Relais. Cette charte a été dénoncée en 2011 à cause de l'attitude des pouvoirs publics. Ceux ci profitaient de ces grandes migrations motardes pour contrôler et verbaliser en masse les motards en organisant des souricières aux péages sur les voies qui leur étaient réservés[23]. La charte a finalement été signée à nouveau en 2015.
- Intervention en milieu scolaire (collèges et lycées) afin de sensibiliser les élèves au port d'un équipement adapté et à un meilleur comportement sur la route[24].
- Le retrait du projet d'obligation d'allumage des feux de croisement le jour des automobiles[25]. Ce projet était jugé comme déresponsabilisant les automobilistes et marginalisant les usagers les plus fragiles (piétons, cyclistes, utilisateurs de deux-roues motorisés) en les rendant moins visibles. L'obligation d'allumage de feux de croisement en vigueur actuellement applicable aux deux-roues motorisés participerait en effet à les distinguer plus facilement dans la circulation de jours, et ainsi améliorerait la sécurité.
- Le retrait, le 3 mars 2009, de la procédure « VE » (pour Véhicule Endommagé) pour les deux-roues motorisés grâce à une grande première, une alliance avec 40 millions d'automobilistes, le Codever, la FFM et la branche deux-roues du CNPA[26] ; ainsi que l'obtention d'une concertation avec les pouvoirs publics à travers le grenelle du deux-roues motorisé dont la réunion préparatoire a eu lieu le 5 juin 2009[réf. nécessaire].
- Report d'un contrôle technique pour les motos en 2022[27]. Celui-ci n'apporte pas d'améliorations notable en matière de sécurité routière : les statistiques[28] montrent que l’état de la moto n'est pas en cause dans 99,3 % des accidents. L'ONISR a également publié un rapport[29] en février 2007 sur le contrôle technique automobile qui déclare que celui-ci n'a eu aucun effet sur l'accidentologie. Une enquête à l'échelle européenne (nommée MAIDS) sur un très grand échantillon a démontré que la part des causes techniques dans les accidents de moto ne dépassait pas 0,7%.
- L'autorisation de remonter les files de véhicules. Le gouvernement français revient sur cette mesure avec une nouvelle interdiction le 1er février 2021 à la suite d'une étude de la Délégation à la sécurité routière confiée au CÉRÉMA. La FFMC conteste les résultats de cette « expérimentation qui n'apporte pas de résultats tranchés » et estime qu'« il y a trop peu de chiffres pour étayer l'étude »[30].
- La suppression de la loi de 1986 sur le bridage des machines à 73,4 kW ou (106 ch)[31], dont l'inutilité est officiellement reconnue[32], conformément aux lois européennes[33] et ainsi laisser la puissance des motocyclettes telle qu'elle est à la sortie de production. Bruxelles estime qu'il n'y a plus aucune raison de maintenir cette limitation qui empêche la libre circulation des véhicules.
- L'abrogation en 2013 de la loi qui imposait aux motards le port d'un dispositif rétroréfléchissant en permanence[34].
- La sensibilisation des candidats au permis de conduire aux autres catégories de véhicules et l'apprentissage des particularités d’un deux-roues (l'AFDM propose dans ce but un stage de sensibilisation de dix heures).

### Revendications et propositions n'ayant pas obtenu de résultats
Parmi les actions menées, certaines n'ont pas obtenu de résultats probants :
Le refus du permis de conduire à points annoncé comme la solution pour réduire l'insécurité routière.
Le refus du contrôle-sanction automatisé : la FFMC y est opposée car elle estime que l'automatisation de la sanction est contraire au principe de la présomption d'innocence, inverse le rôle d'apport de la preuve, et porte atteinte aux libertés individuelles de chacun.
La levée de l'interdiction d'accès aux motards au duplex A86. Le recours déposé par la FFMC, estimant que l'interdiction d'accès à cet ouvrage n'est pas légitime et les oblige à circuler sur des axes beaucoup plus accidentogènes, a été rejeté par le tribunal administratif de Versailles en juillet 2012.
Le refus du passage à 80 km/h de la vitesse maximale autorisée sur route. À cette occasion, en avril 2014, les associations d'usagers de la route fédérées autour des motards en colère, au sein de l'Union des Usagers de la Route (UUR) organisent deux journées d'action et une soixantaine de manifestations sur tout le territoire.
A nouveau en 2018 à l'approche de la mise en place de la limitation à 80 km/h, de nombreuses manifestations à l'appel de la FFMC et de l'association 40 millions d'automobilistes, unies dans une action commune, avec l'appui de collectifs départementaux créés sur les réseaux sociaux et baptisés "Colère", sont organisées à travers la France,. Une lettre ouverte pointant du doigt le manque de concertation dans la mise en place de cette mesure est adressée au premier ministre Édouard Philippe, instigateur de cette mesure.
Le Conseil d'Etat réinstaure le contrôle technique en 2022 provoquant de nouveau l'organisation par la FFMC de manifestations à travers la France. Les revendications concernent également l'instauration prévue de zones à faible émission privant les véhicules Crit'Air 4, 5 et non classés du droit de circuler.

### Revendications en suspens
- La réduction de la TVA à 5,5 % sur les casques et les équipements de sécurité, qui devraient selon la FFMC bénéficier du même taux réduit que les équivalents automobiles (ceintures de sécurité, airbags, etc.).
- La création ou l'ouverture de circuits gratuits ou peu chers en France à l'image du Circuit Carole, pour obtenir des conditions optimales de sécurité et des espaces possibles de formation et de roulage à grande vitesse, très réduits à l’heure actuelle[43],[44].
- La lutte contre la disparition progressive de la classe 5 des tarifs d'autoroute.
- L'amélioration de l'éducation et de la formation à la conduite, dont le BSR est une première.
- L'amélioration de l'entretien des routes et notamment la disparition des « nids-de-poules »[45].